# 躉售物價指數
躉售物價指數（英語：Wholesale Price Index），簡稱WPI，是批發貨品中代表性商品的價格所形成的物价指数。有些國家（例如菲律賓）以躉售物價指數來評估是否有通货膨胀。
躉售物價指數會由政府經貿部門的經濟顧問提出。躉售物價指數關注的是公司組織之間的商品交易金額，而消費者物價指數（CPI）關注的是消費者購買時的金額。躉售物價指數是透過監控價格變化來觀察工業、製造業以及營造業中供給及需求的變化。這有助於宏观经济学及個體經濟學的條件分析。
由於主要國家自1990年以來大多改以編製生產者物價指數（PPI）取代躉售物價指數來觀察出廠價格，台灣自2021年1月起開始編列PPI後，於2023年1月起停編編製時間長達70年的躉售物價指數。日本、韓國同樣於編製PPI後，便停編躉售物價指數。